# Arístides Bastidas (municipalité)
Pour les articles homonymes, voir Bastidas.
Arístides Bastidas est l'une des quatorze municipalités de l'État d'Yaracuy au Venezuela. Son chef-lieu est San Pablo. En 2011, la population s'élève à 20 485 habitants.

## Étymologie
La municipalité est nommée en l'honneur du journaliste et scientifique vénézuélien Arístides Bastidas (1924-1992).

## Géographie

### Subdivisions
Selon l'Institut national de statistique et contrairement à la plupart des municipalités du pays, la municipalité d'Arístides Bastidas ne comporte aucune paroisse civile.